# Wei Zifu
Wei Zifu (muerta en 91 a. C.), póstumamente conocida como Emperatriz Si del Filial Wu o Wei Si Hou (衛思后, "Wei la Emperatriz Reflexiva"), fue una emperatriz consorte de la dinastía Han. Fue la segunda esposa del famoso Emperador Wu y su cónyuge 49 años, de los que 38 fueron como su emperatriz, la segunda más tiempo como tal de la historia china (solo por detrás del reinado de 42 años de la Emperatriz Wang, esposa del emperador Wanli de la dinastía Ming, que vivió 1.600 años más tarde). Fue la madre del Emperador Wu, abuela del heredero aparente Liu Ju y bisabuela de Liu Bingyi, así como medio hermana mayor del famoso general Wei Qing, la tía más joven de Huo Qubing, y la medio tía del destacado estadista Huo Guang.

## Familia y primeros años
Wei Zifu nació en una humilde familia de sirvientes. Era el cuarto hijo y la hija más joven de un matrimonio de sirvientes en la casa de la princesa Pingyang (平陽公主), la hermana mayor del Emperador Wu. Su padre probablemente murió alrededor del tiempo de su nacimiento, ya que hay pocos registros históricos de la mayoría de sus familiares. Su medio hermano menor Wei Qing, nacido no mucho tiempo después de ella, era un hijo ilegítimo fruto de una aventura de su madre con un funcionario de bajo rango que también trabajaba en la casa de la princesa. Cuando Wei Zifu era todavía muy joven, fue reclutada como cantante en la casa de la princesa, siendo instruida en baile y las Cuatro Artes.

## Encuentro con el Emperador Wu y concubinato
La relación del Emperador Wu con su primera esposa, la Emperatriz Chen, comenzó a tensarse tras su subida al trono con 16 años. La Emperatriz Chen era una prima suya ocho o nueve años mayor que él, y su unión había sido arreglada como alianza política entre su madre la Consorte Wang Zhi (王夫人) y su tía paterna la Princesa Magnífica Guantao (館陶長公主), cuando él apenas contaba 6 años.  El matrimonio fue consumado en algún momento después de que el Emperador Wu fuera nombrado príncipe heredero, pero luego habían pasado suficientes años para estar claro que la Emperatriz Chen era incapaz de darle hijos. Esta tensión aumentó después de que el joven emperador, cuya supervivencia política dependía fuertemente del cabildeo de su suegra/tía después de la derrota de su ambiciosa reforma de 140 a. C. por su abuela la Magnífica Emperatriz Viuda Dou, se viera forzado a someterse al comportamiento malcriado y abusivo de la Emperatriz Chen.
Después de dirigir una ceremonia ritual anual en Bashang (灞上, entre el actual Baqiao y el Condado de Lantian de Xi'an, Shaanxi) en la primavera de 139 a. C., el Emperador Wu aprovechó la oportunidad para realizar una visita informal a su hermana mayor la princesa Pingyang, cuya casa estaba cerca. La Princesa Pingyang, con la intención de obtener el favor de su hermano real imitando las acciones de su tía la Princesa Guantao (que se ganó el favor de su padre el Emperador Jing al conseguir de manera rutinaria nuevas concubinas para él), había preparado una colección de mujeres jóvenes para ofrecer a su hermano como concubinas y conseguir así influencia política (sin embargo, las muchachas de origen humilde como Wei Zifu, no fueron consideradas). Sin embargo, el plan no funcionó– ninguna de sus candidatas impresionó al joven emperador. Dándose cuenta de que su hermano estaba decepcionado y aburrido, la princesa llamó a sus bailarinas para entretenerle. Entonces, el Emperador Wu puso sus ojos en Wei Zifu e inmediatamente quedó prendado de su belleza. Aprovechando la oportunidad de visitar el baño, el joven emperador tuvo un encuentro carnal con la joven cantante, a quien la observadora princesa Pingyang había ordenado que le siguiera y lo sirviera como una criada. Ahora entusiasmado con el encuentro romántico, el Emperador Wu inmediatamente confirió mil siclos de oro a su hermana como recompensa, que a su vez le ofreció la chica nueva a él como regalo. El Emperador Wu entonces llevó a Wei Zifu a Chang'an, trayendo además con ellos a su medio hermano Wei Qing para servir como mozo de cuadra en palacio.
Sin embargo, Wei Zifu no experimentaría una historia ideal como Cenicienta. Al oír la llegada de la chica nueva, la extremadamente celosa e intolerante Emperatriz Chen tuvo un terrible berrinche y se aseguró de que el Emperador Wu abandonara su idea de convertir a  Wei Zifu en concubina. Wei Zifu fue entonces degradada a simple sirvienta de palacio y descuidada. Más de un año más tarde, sintiéndose desesperada con su vida dentro de palacio, Wei Zifu se coló en una cola de sirvientas de palacio que esperaban para ser expulsadas (normalmente aquellas que ya eran demasiado mayores o incompetentes en su servicio de palacio) en la esperanza de salir. Casualmente, el Emperador Wu estaba allí inspeccionando el proceso de expulsión, y su amor renació cuando vio a la joven llorando y suplicando poder volver a su casa. En este punto, el Emperador Wu acababa de obtener su primera victoria política con la intervención exitosa de Dong'ou y consolidado bastante su poder, así que ya no necesitaba apaciguar a la Emperatriz Chen y la Princesa Guantao. Wei Zifu fue obligada a quedarse y pronto quedó embarazada.
El embarazo de Wei Zifu fue una noticia emocionante para el Emperador Wu, que estaba molesto porque él era culpado de la infertilidad de la Emperatriz Chen. Su trono había sido amenazado debido a su enfrentamiento político con facciones conservadoras dirigidas por su abuela durante la reforma fallida de 140 a. C., cuando muchos nobles maquinaron deponerle con la excusa de "ser incapaz de engendrar hijos" (la incapacidad de perpetuar el linaje real era un asunto grave en cualquier realeza), y convertir a  su tío lejano Liu An en sucesor. Este embarazo limpió el nombre del emperador y silenció a sus enemigos políticos, además de asegurar el favor imperial para Wei Zifu por delante de la Emperatriz Chen.
La Emperatriz Chen se puso extremadamente celosa, pero ahora poco podía hacer ya que Wei Zifu estaba bajo la protección directa del Emperador Wu. La madre de la Emperatriz Chen, la Princesa Guantao, entonces intentó desquitarse secuestrando y asesinando a Wei Qing, que entonces servía como jinete en el Campamento Jianzhang (建章營, los guardias reales del emperador). Sin embargo, Wei Qing fue rescatado de la propiedad de la princesa por sus amigos – un grupo de guardias de palacio dirigidos por Gongsun Ao (公孫敖), que también informó del incidente entero al Emperador Wu. En respuesta y como señal de molestia hacia la Emperatriz Chen y su madre, el Emperador Wu nombró públicamente a Wei Zifu consorte (夫人, el rango superior a la concubina; una esposa solo inferior a la Emperatriz), y nombró a Wei Qing la función triple de Jefe del Campamento Jianzhang (建章監), Jefe de Personal (侍中) y Consejero Jefe (太中大夫), convirtiéndolo eficazmente en uno de los lugartenientes más cercanos del Emperador Wu. La Consorte Wei entonces monopolizó el amor del Emperador Wu durante más de una década, y le dio tres hijas.
En 130 a. C., se descubrió que la Emperatriz Chen había recurrido a la brujería para maldecir a otras concubinas en su intento de recuperar el amor de su marido. Después de una enorme investigación/represión bajo el ampliamente temido fiscal Zhang Tang (張湯), el cual firmó la ejecución de más de 300 personas, la Emperatriz Chen fue oficialmente depuesta por esta mala conducta contra los estándares morales imperiales, y exiliada de Chang'an al remoto y solitario Palacio de la Puerta Larga (長門宮), una casa suburbana que la Princesa Guantao una vez ofreció al Emperador Wu como regalo por tolerar su escandalosa relación con su ahijado Dong Yan (董偃).

## Como Emperatriz
La deposición de la Emperatriz Chen había dejado el puesto vacante, y el Emperador Wu ahora no tenía cónyuge principal oficial. En 129 a. C., Wei Qing, que ya era miembro del  "círculo interno" (內朝) de altos funcionarios del gobierno, dirigió un ejército de 10,000 jinetes y obtuvo la primera victoria Han contra los Xiongnu. Al año siguiente, la Consorte Wei dio a luz al primer hijo del emperador, Liu Ju, y el feliz Emperador Wu (que ya tenía 29 años) inmediatamente la hizo su emperatriz más tarde ese año. Liu Ju fue nombrado príncipe heredero en 122 a. C.
Después de que Wei Zifu se convirtiera en Emperatriz, Wei Qing, ahora considerado parte de la familia extendida imperial, sería confiado a funciones más prominentes en el esfuerzo de guerra contra los Xiongnu, y fue nombrado Generalísimo (大將軍) de todos los ejércitos después de su victoria aplastante sobre el Digno Príncipe a la Derecha de los Xiongnu (右賢王) en 124 a. C. El sobrino de la Emperatriz Wei, Huo Qubing también fue un distinguido estratega militar con una serie de altamente exitosas campañas sobre el control del Corredor del Hexi. Por 123 a. C., la familia Wei tenía cinco marqueses y logró el máximo honor familiar, una hazaña notable para un clan de origen servil.
Aunque de hecho el ascenso de la familia Wei se debe en gran parte al talento militar de Wei Qing y Huo Qubing, Wei Zifu era a menudo vista como la columna vertebral de la familia. Una canción popular contemporánea decía:

"Nada más para ser feliz si das a luz un hijo. No hay de qué enfadarse si das a luz una hija ¿No ves que Wei Zifu domina el mundo?

 
Debido a los grandes logros de la familia Wei, muchos posteriores emperadores Han consideraron que casarse con concubinas con el apellido 'Wei' era una manera de lograr buena suerte.
Durante su mandato, Wei Zifu fue descrita como modesta, prudente y discreta, que hizo todo lo posible por mantener a los miembros de su clan en línea y fuera de problemas. El famoso historiador Sima Qian, a pesar de a menudo mostrar una actitud escéptica y condescendiente hacia la familia extendida del Emperador Wu, describe a la Emperatriz Wei como "fina en virtudes" (嘉夫德若斯).
Con el paso de los años, la atracción del emperador Wu hacia la emperatriz Wei se desvaneció y empezó a frecuentar y favorecer a otras, incluyendo la Consorte Wang (王夫人), la Consorte Li (李夫人) y la Señora Zhao (趙婕妤, madre de Liu Fuling). Sin embargo,  continuó respetando el juicio de la Emperatriz Wei y le confió el gobierno de los asuntos de palacio cuando él estaba ausente de la capital, y asignó a su hijo el príncipe heredero Liu Ju como regente para asuntos gubernamentales.
Más tarde, estallaron disturbios entre la familia de la Consorte Li y la familia de Wei Zifu, provocando la caída de Li y la ejecución de muchos de sus parientes.

## Revuelta y muerte del príncipe heredero
Ya en su ancianidad, el Emperador Wu se volvió paranoico y sospechoso del posible uso de brujería en su contra. Comenzó una serie de persecuciones por brujería, y gran número de personas, muchas de las cuales altos funcionarios y sus familias, fueron acusadas y ejecutadas, normalmente junto con sus clanes al completo. Pronto, estas persecuciones por brujería se entrelazarían con luchas de sucesión y provocarían una catastrófica conmoción.
En 94 a. C., el hijo menor del emperador, Liu Fuling nació de la Señora Zhao, dejando al emperador Wu extasiado con haber podido tener un hijo con 62 años. La Señora Zhao había sido entregada al Emperador Wu por algunos hechiceros, y era también conocida como "Consorte Puño" (拳夫人) o "Consorte Gancho" (鉤弋夫人) debido al rumor de que había nacido con las manos contracturadas en puño, que milagrosamente se abrieron cuando el Emperador Wu se las masajeó, revelando un gancho de jade en sus palmas. También porque se aseguraba que su embarazo de Liu Fuling supuestamente duró 14 meses– igual que el del mítico Emperador Yao — el Emperador Wu decidió nombrar una puerta de palacio como "Puerta de la Madre de Yao" (堯母門).  Esto provocó rumores de que el Emperador Wu quería sustituir a Liu Ju de 38 años por Liu Fuling de 3 como príncipe heredero. Aunque no había ninguna evidencia de que el Emperador Wu pretendiera realmente hacer tal cosa, pronto empezaron a tramarse conspiraciones contra Liu Ju y la Emperatriz Wei.
Uno de los conspiradores era Jiang Chong (江充), un funcionario legal de alto rango conocido por su crueldad y oportunismo. Jiang tuvo una vez un encontronazo con Liu Ju después de arrestar a uno de los asistentes del príncipe heredero por uso indebido de una carretera imperial, y temía que Liu Ju buscara venganza después de ascender al trono. Otro conspirador era el eunuco jefe del Emperador Wu, Su Wen (蘇文), que estaba a cargo de los arreglos en los aposentos del Emperador Wu y la Señora Zhao, y que anteriormente había tratado de incriminar al príncipe heredero acusándole falsamente de cometer adulterio con las sirvientas de palacio del emperador.
El primer juicio empezó a principios de 91 a. C. implicando al Primer Ministro Gongsun Ao (cuñado de la Emperatriz Wei) y su hijo, que llevó a su inexplicable suicidio en prisión y la ejecución de su clan. Las hermanas de Liu Ju, la princesa Zhuyi y la princesa Yangshi así como el primo Wei Kang (衛伉, el hijo mayor de Wei Qing) fueron también acusados de implicación en brujería y ejecutados, eliminando eficazmente a casi todos sus aliados políticos en la corte Han. Con la caza de brujas en marcha, Jiang Chong y Su Wen decidieron aprovechar y hacer un movimiento contra Liu Ju, una vez más con la acusación de brujería, debido a que el Emperador Wu, físicamente deteriorado, entonces se quedaba en su palacio de verano en Ganquan (甘泉, en la moderna Xianyang, Shaanxi), y confiaba fuertemente en Jiang y Su para su información del día a día. Así, Jiang, con la aprobación del Emperador Wu, buscó en varios palacios, y aprovechó para colocar muñecos de maldición con alfileres clavados y piezas de tela con escrituras misteriosas en la casa de los "perpetradores", y entonces condenó a las víctimas en el acto. Finalmente logró que los palacios de Liu Ju y la Emperatriz Wei fueran igualmente allanados, anunciando haber encontrado pruebas abrumadoras del delito, especialmente en la casa del príncipe heredero.
Liu Ju se sorprendió por ello y se vio en la obligación de consultar a sus asesores cercanos. Su profesor Shi De (石德), invocando la infame historia del plan de Zhao Gao para asesinar a Ying Fusu y planteando la posibilidad de que el Emperador Wu ya podría haber muerto, sugirió a Liu Ju empezar una revuelta para conseguir librarse de los villanos. Liu Ju inicialmente dudó y quiso partir rápidamente al Palacio Ganquan y explicarse ante su padre, pero cuando descubrió que los mensajeros de Jiang Chong ya estaban en camino para presentar las falsas acusaciones, decidió aceptar la sugerencia de Shi.  Envió a un individuo haciéndose pasar por un mensajero del Emperador Wu, y arrestó a Jiang y sus co-conspiradores – excepto Su Wen, que huyó. Luego denunció y personalmente ejecutó a Jiang, e informó de sus acciones a su madre. La Emperatriz Wei, enfrentada a un dilema entre su marido y su hijo, escogió apoyar a su hijo y autorizó a Liu Ju a dirigir a sus guardias de palacio y reclutar milicias de civiles en preparación para defenderse contra la represalia de los conspiradores.
Al mismo tiempo, Su Wen corrió al palacio Ganquan y acusó de traición al príncipe heredero ante el emperador. El Emperador Wu, no creyéndolo y correctamente (al llegar a este punto) concluyendo que Liu Ju solo estaba enojado con Jiang Chong, envió un mensajero a Chang'an para convocar a su hijo para una explicación. Este mensajero, un eunuco de bajo rango, no se atrevió a entrar en la ciudad capital, sino que regresó y falsamente informó al Emperador Wu que Liu Ju le iba a matar. Ahora furioso y realmente creyendo que su hijo le iba a derrocar, el Emperador Wu ordenó a su sobrino, el Primer ministro Liu Qumao (劉屈犛), dirigir el ejército Han y aplastar la rebelión. Las dos fuerzas entonces lucharon en las calles de Chang'an durante cinco días, pero las fuerzas de Liu Qumao prevalecieron después de quedar claro que el Príncipe Ju no tenía la autorización de su padre. Liu Ju se vio forzado a huir de la capital con dos de sus hijos, y el resto de su familia fue asesinada, excepto un nieto de pocos meses, Liu Bingyi, que fue llevado a prisión.
Poco después de la huida de Liu Ju, el Emperador Wu envió dos oficiales al palacio de la Emperatriz Wei para coger su sello (por tanto, suspendiendo sus derechos y deponiéndola). Wei Zifu se suicidó como respuesta, y fue enterrada en un ataúd sencillo en Tongbai (桐柏) en el lado este de una avenida fuera de la Puerta Fu'ang (覆盎門, la puerta sur más al este de Chang'an). La mayoría de los miembros de su clan fueron muertos en la confusión. El príncipe Liu Ju fue rastreado y acorralado en el Condado de Hu (湖縣) por funcionarios locales ansiosos de recompensas, y se suicidó cuando se hizo obvio que no podría huir. Sus dos hijos fueron también muertos.

## Rehabilitación póstuma
No mucho tiempo después, el Emperador Wu empezó a darse cuenta de que los casos de brujería de 91 a. C. eran en su gran mayoría falsas acusaciones. En 89 a. C., cuando Tian Qianqiu (田千秋), entonces el superintendente del templo del Emperador Gao, presentó un informe reclamando que "un anciano de pelo blanco" le dijo en un sueño que por la ofensa de revuelta armada, Liu Ju debería ser como máximo azotado, no muerto, como castigo, el Emperador Wu tuvo una revelación y comprendió lo que realmente había pasado. Furioso al darse cuenta de que los conspiradores habían explotado su confianza en ellos para planear la muerte de su hijo, ordenó que Su Wen fuera quemado vivo, que la familia inmediata y extendida de Jiang Chong fuera ejecutada, y matar a todos los oficiales promovidos para localizar al príncipe heredero. También ascendió a Tian Qianqiu a primer ministro, e hizo un cambio de política importante adoptando los ideales de su hijo muerto. Para expresar el remordimiento causado por la muerte de su hijo, el Emperador Wu también construyó el Palacio del Afligido Hijo (思子宮) y Plataforma del Anhelo por el Retorno (歸來望思台), y rehabilitó oficialmente el nombre de Liu Ju.  
18 años después de su muerte, su bisnieto Liu Bingyi ascendió al trono en 74 a. C. como Emperador Xuan. El Emperador Xuan entonces limpió oficialmente el nombre de su bisabuela y reconstruyó su tumba con un mausoleo más grande atendido por 1 000 hombres, y le dio el título póstumo Wei Si Hou (衛思后, literalmente "Wei la Emperatriz Reflexiva"). Su nueva tumba, debido a su ubicación remota y relativa humildad, fue de las pocas de la dinastía Han que más tarde escapó al saqueo de los ladrones de tumbas.

## Medios de comunicación
- Interpretada por Zhang Meng en la serie televisiva china de 2011 Beauty's Rival in Palace.
- Interpretada por Wang Luodan en la serie televisiva china de 2014 The Virtuous Queen of Han.